# Epirhyssa binaria
Epirhyssa binaria là một loài tò vò trong họ Ichneumonidae.